# Pascal Baba Couloubaly
Pour les articles homonymes, voir Coulibaly.
Pascal Baba Coulibaly (ou Coulibaly) est un enseignant-chercheur en anthropologie, homme politique et  écrivain malien né en 1951 à  N’tiola dans l’arrondissement central de Dioïla au Mali et mort le 23 juillet 2008 à Tunis (Tunisie).

## Biographie
Commençant sa carrière comme instituteur à l’école fondamentale de Bougouni, il écrit son premier roman Les angoisses d’un monde, qui aborde la question du conflit des générations et l’affrontement entre modernité et tradition.
Parallèlement à sa carrière d’écrivain, il mène carrière dans l’éducation en devenant directeur d’école, professeur de collège et de lycée et à École normale supérieure de Bamako.
Spécialiste de la culture bambara, il est chercheur à l’IFAN et maître de conférences à l’université de Bamako
Proche du président Alpha Oumar Konaré, il occupe des fonctions de conseiller aux affaires culturelles et sociales puis de chef de cabinet à la présidence de la République avant d’être nommé ministre de la Culture (2000-2002).
Pascal Baba Coulibaly a présidé le conseil d’administration de l’Agence pour la promotion de l’emploi des jeunes (APEJ).

## Œuvres

### Romans
- Pascal Couloubaly, Les Angoisses d'un monde, Dakar, Nouvelles Éditions africaines, 1980 (réimpr. 1998) (ISBN 978-2-7236-0210-5)
- Pascal Couloubaly, Mamari, le Bambara : roman, Paris, L'Harmattan, 2007, 182 p. (ISBN 978-2-296-03202-6, lire en ligne)

### Essais
- Pascal Couloubaly, Rite et société à travers le Bafili : une cérémonie d'initiation à la géomancie chez les Bambara du Mali, Bamako, Mali, Editions Jamana, 1995 (ISBN 2-910454-13-4).
- La Gwandusu (2001, Jamana)
- Pascal Couloubaly, Le Mali d'Alpha Oumar Konaré : ombres et lumières d'une démocratie en gestation, Paris, L'Harmattan, 2004 (ISBN 978-2-7475-5980-5).